# Straßburg (Caríntia)
Straßburg é um município da Áustria localizado no distrito de Sankt Veit an der Glan, no estado de Caríntia.